# Turn! Turn! Turn!
Turn! Turn! Turn! ist das zweite Musikalbum der US-amerikanischen Folk-Rock-Band The Byrds. Es erschien am 12. Dezember 1965 auf dem Label Columbia Records. In den Vereinigten Staaten erreichte das Album Platz 17 der Pop-Charts, in Großbritannien Platz 11. Turn! Turn! Turn! bekam meist wohlwollende Kritiken, jedoch nicht das Lob, das seinem Vorgänger Mr. Tambourine Man zuteilwurde.
Die erste Single des Albums, Turn! Turn! Turn! (To Everything There Is a Season), erschien noch vor dessen Veröffentlichung am 1. Oktober. Es handelt sich um die Coverversion eines 1962 veröffentlichten Pete-Seeger-Songs. Die Single war in den Vereinigten Staaten sehr erfolgreich, schaffte es in Großbritannien jedoch nur auf Platz 26. Auf der B-Seite befindet sich die Gene Clark-Komposition She Don’t Care About Time, die auf dem Originalalbum nicht enthalten ist, jedoch auf der CD-Wiederveröffentlichung in den Bonustracks zu finden ist.
Am 10. Januar 1966 wurde von dem Album noch eine weitere Single ausgekoppelt. It Won’t Be Wrong/Set You Free This Time erreichte in den Vereinigten Staaten nur Platz 63 und scheiterte auch in Großbritannien an den Top 40.
Der Sound des Albums ist, ähnlich seinem Vorgänger, geprägt von den Gesangsharmonien McGuinns, Clarks und Crosbys, sowie dem Klang von McGuinns zwölfsaitiger Rickenbacker-Gitarre.

## It’s All Over Now, Baby Blue
Nachdem ihre zweite Single All I Really Want To Do erschienen war, begaben sich die Byrds mit ihrem Manager Jim Dickson wieder ins Studio um die nächste aufzunehmen. Abermals sollte ein Song von Bob Dylan interpretiert werden und die Wahl fiel auf It’s All Over Now, Baby Blue von dessen Album Bringing It All Back Home. Den Produzentenstuhl besetzte Dickson selbst, da der reguläre Produzent Terry Melcher gerade nicht greifbar war. Die fertige Demoaufnahme wurde daraufhin sofort von den Radiostationen in Los Angeles gespielt und als „die neue Single der Byrds“ angekündigt.
1969 wurde das Lied für das Album Ballad of Easy Rider von den Byrds in einer langsameren, neu aufgenommenen Version wiederverwertet.
Das Projekt wurde, unter anderem wegen der laut Melcher unterdurchschnittlichen Tonqualität, nicht weiter verfolgt und die Band wandte sich der Bearbeitung eines weiteren Songs von Pete Seeger zu.

## Turn! Turn! Turn! / She Don’t Care About Time (Single)
Roger McGuinn hatte Judy Collins 1963 auf ihrem Album Judy Collins #3 (Elektra) auf der Gitarre begleitet und für sie den Seeger-Song Turn! Turn! Turn! (To Everything There Is A Season) arrangiert. Seeger wiederum hatte den Text aus dem Alten Testament, und hier aus den Büchern der Weisheit (Book Of Ecclesiastes, auch Buch Kohelet oder Prediger Salomo) entliehen und vertont. McGuinns Vorschlag, eine eigene Version als Single A-Seite aufzunehmen, stieß zunächst auf Widerstand bei David Crosby. Als es schließlich an die Arbeit ging, waren 50-78 Takes nötig um das erwünschte Resultat zu erzielen: ein weiterer Klassiker der Byrds, der innerhalb kürzester Zeit die Nr. 1 der US-Charts erreichte. McGuinns einfaches Anfangsthema wird von Chris Hillman mit einer nach unten führenden Bass-Figur begleitet. Während der Verse bietet der Bass einen Kontrapunkt zu McGuinns glockenähnlichem, scheppernden Spiel auf der um einen halben Ton tiefer gestimmten zwölfsaitigen elektrischen Rickenbacker-Gitarre.
Die Rückseite der Single, She Don’t Care About Time, von Gene Clark geschrieben, wurde nicht auf das neue Album genommen um Clarks Tantiemenflut etwas einzudämmen. Das Lied ist ein Fan Favourite und war lange Zeit nur auf der Originalsingle erhältlich. Erst 1980 erschien es auf dem Album The Original Singles 1965 – 1967 Vol. 1 wieder. Einer der ersten Takes des Songs stellte die Stimme Clarks deutlich in den Vordergrund und in der Bridge war dessen Mundharmonikasolo zu hören. Es erschien in dieser Form 1990 auf The Byrds Boxed Set. Eine dritte Version ist als Bonus-Track auf der CD von 1996 zu hören, mit einem schnelleren Tempo und Terry Melcher, der auf dem Klavier eine Satisfaction (Rolling Stones) ähnliche Melodie spielt. Auf allen drei Versionen spielt McGuinn ein Gitarrensolo über ein Thema von Johann Sebastian Bach, Jesu, du meine Freude. Der Song war Teil von Gene Clarks Live-Programm bis zu seinem Tod 1991.

## Turn! Turn! Turn! (Album)
Rechtzeitig zum Weihnachtsfest 1965 erschien das gleichnamige Album. Mit demselben Produzenten und in der gleichen Besetzung hatten die Byrds innerhalb von 10 Monaten drei Singles und zwei LPs aufgenommen. Vielleicht trugen die Hektik und der Druck dieses Jahres dazu bei, dass das zweite Album etwas weniger Esprit als sein Vorgänger versprühte. Andererseits brach die Band hier zu neuen musikalischen Ufern auf. Die gesummten Background Vocals bei If You’re Gone kündigen schon die Experimente mit Ragas und Satisfied Mind und Oh! Susanna die Country-Einflüsse auf ihren nächsten Alben an.
Auf den Titelsong folgt It Won’t Be Wrong. McGuinn, Clark und Crosby hatten das Lied als Don’t Be Long bereits 1964 unter dem Pseudonym The Beefeaters (vormals The Jet Set) als Single-B-Seite aufgenommen. Komponiert hatte es, wie auch die A-Seite Please Let Me Love You, McGuinn mit seinem Freund Harvey Gerst aus dem Troubadour-Folkclub.
Die wesentlich weiterentwickelte Version auf dem Album entsprach schließlich den Anforderungen der Byrds und ihres Produzenten, sodass sie als Nachfolge-Single zu Turn! Turn! Turn! veröffentlicht wurde.
Die Vorderseite dieser Single und das nächste Stück des Albums ist Set You Free This Time. Gene Clark orientiert sich auch hier mehr und mehr nach Bob Dylans charakteristischen Kompositionsstil. Er erklärte dazu, er habe den Song während einer England-Tournee nach einem Gespräch mit Paul McCartney in einem Londoner Club geschrieben: „Als ich in mein Hotelzimmer zurückkam, packte ich die Gitarre aus und schrieb den Song in vier Stunden. Danach schlief ich volle zwölf Stunden durch“.
Auch auf ihrer zweiten LP interpretierten die Byrds zwei Bob-Dylan-Songs. Bei Lay Down Your Weary Tune wagten sie sich an einen komplizierten und abstrakten Text mit einem gleichzeitig harmonischen, fast hymnisch klingenden Arrangement.
Laut McGuinn war Lay Down Your Weary Tune „der Song, der Dylan davon überzeugte, dass die Byrds wirklich etwas waren“. McGuinn: „Er kam in mein Appartement in New York und sagte: ‚Bis ich das (Lied) gehört habe, dachte ich, du seiest nur noch so ein Imitator…aber das hier hat wirklich Gefühl’“.
He Was A Friend Of Mine ist ein traditioneller Folksong, der zum Bühnenprogramm vieler Folkmusiker gehört hatte. Auch Bob Dylan nahm 1962 eine Version davon auf. Ein Jahr später schrieb McGuinn einen neuen Text dazu: „Ich schrieb das Lied in der Nacht als John F. Kennedy ermordet wurde (22. November 1963). Man kann sagen, er ist einer der ersten Byrds Songs. Unser Arrangement entsprach dem, wie ich es immer gesungen hatte. Ich dachte einfach, es wäre eine gute Idee es mit aufs Album zu nehmen“.
Produzent Terry Melcher fügte ungefragt ein Tamburin hinzu, das, nach Meinung der Band, nicht genau im Takt und viel zu laut war, sowie eine Orgel, die wohl Streicher nachempfinden sollte. Wie das Original geklungen haben mag, wird beim Anhören der 1990 auf The Byrds Boxed Set veröffentlichten Version deutlich. Die Besonderheiten des Arrangements bestehen aus Hillmans Bass, der quasi eine zweite Melodie spielt, und dem Chorsatz. Statt – wie üblich – McGuinns und Clarks Unisono-Gesang und Crosby in seiner Überstimme im Tenor, fügte Clark hier eine dritte Stimme unterhalb der von McGuinn hinzu.
Gene Clarks The World Turns All Around Her ist ein schneller Popsong. Wie schon bei I’ll Feel A Whole Lot Better auf dem ersten Album, geht es hier inhaltlich um enttäuschte Liebe. Laut Jim Dickson soll die Band das komplizierte Liebesleben Gene Clarks thematisiert und David Crosby gesagt haben: „Alles klar. Sobald sie sich wieder trennen, kriegen wir einen neuen Song“.
Eine erste Exkursion in das Lager der Country Music unternahmen die Byrds mit Satisfied Mind. Chris Hillman hatte diesen Song vorgeschlagen, den Porter Wagoner 1954 in die Top Ten der Country Charts gebracht hatte. Das Arrangement orientiert sich an Folk-Musik, aber McGuinn bemühte sich darum, eine Pedal Steel Gitarre mit seiner Rickenbacker-Gitarre zu imitieren.
Für If You’re Gone, eine Ballade von Gene Clark, hatte McGuinn die Idee, zusammen mit Crosby einen Hintergrundgesang als weitere Stimme hinzuzufügen, der dem sich kaum verändernden Ton eines Dudelsacks nachempfunden ist. Die Byrds betraten hier eine innovative Ebene, die sie auf dem nächsten Album Fifth Dimension zu Experimenten mit indischer Ragamusik führen sollte.
Das zweite Dylan-Cover des Albums, The Times They Are A-Changin’, wurde im Gegensatz zur Originalversion Bob Dylans mit der vollen Bandbesetzung eingespielt.
David Crosby wurde bei Wait And See erstmals als Autor genannt. Er hatte den Song zusammen mit McGuinn geschrieben, konnte sich später aber nicht mehr daran erinnern, welchen Part er beigesteuert hatte. Laut ihrem Co-Manager Eddie Tickner wollten beide damals ursprünglich weg von dem Boy-Girl Klischee in Songtexten. Das Ergebnis war ein Text, der diesem Klischee noch mehr entsprach als alle früheren von Gene Clark.
Wie auf dem Vorgänger-Album ließen die Byrds auch dieses Mal ihre LP humoristisch ausklingen. Die Bearbeitung von Oh! Susanna, dem Minstrel Song von Stephen Foster aus 1848, sollte die Fans wieder überraschen. Um gegenüber den „Hipsters“ aber klarzustellen, dass die Byrds solches „Square“ Material nicht 1 zu 1 übernehmen würden, spielten sie es mit Uptempo-Rhythmus, McGuinn ersetzte das Banjo durch seine elektrische Rickenbacker und Michael Clarke hatte noch einmal eine militärische Trommel-Einlage.
Wenige Jahre später wuchs der Einfluss von Chris Hillman auf die Band und seine Mitmusiker lernten von ihm, mit Originalmaterial des Folk und Country aufgeklärter umzugehen.

## The Day Walk (Never Before) / Stranger In A Strange Land
1987 tauchte eine weitere Komposition von Gene Clark aus jener Zeit auf. Der Song Never Before gab dem Album, auf dem er erschien, seinen Namen. Als er 1990 nochmals auf The Byrds Boxed Set zu hören war, hatten Nachforscher mittlerweile das originale Master Tape entdeckt mit dem eigentlichen Songtitel: The Day Walk. Dieses für Clark typische Lied der frühen Byrds Alben hat als Highlight einen dominanten Walking Bass-Lauf.
Auch von Crosby wurde eine vergessene Aufnahme aus dieser Periode wiederentdeckt und als Outtake auf der CD von 1996 veröffentlicht: ein instrumentaler Backing Track zu Stranger In A Strange Land. Dem Titel nach zu urteilen bezieht sich Crosby auf den gleichnamigen Science-Fiction-Roman von Robert Heinlein. In diesem Buch wird eine Bohéme-Elite beschrieben, die an eine höhere Wahrheit glaubt und freie Liebe praktiziert. Crosby bezog sich 1967 in seinem Song Triad auf ebendiesen Lebensstil.

## Zusammenfassung
Mit ihren beiden ersten Alben Mr. Tambourine Man und Turn! Turn! Turn! setzten die Byrds Maßstäbe für das neue musikalische Genre des Folkrock. Qualitativ und in ihrem Einfluss auf die populäre Musik insgesamt stehen sie gleichwertig an der Seite der LPs Revolver (Beatles), Aftermath (Rolling Stones), Face to Face (Kinks) und Pet Sounds (Beach Boys).

## Titelliste
A-Seite
1. Turn! Turn! Turn! (To Everything There Is a Season) (Pete Seeger / Text nach dem Buch Kohelet) – 3:49
2. It Won’t Be Wrong (Roger McGuinn / Harvey Gerst) – 1:58
3. Set You Free This Time (Gene Clark) – 2:49
4. Lay Down Your Weary Tune (Bob Dylan) – 3:30
5. He Was a Friend of Mine (Traditional/Arrangement: Roger McGuinn) – 2:30

B-Seite
1. The World Turns All Around Her (Gene Clark) – 2:13
2. Satisfied Mind (Red Hayes / Jack Rhodes) – 2:26
3. If You’re Gone (Gene Clark) – 2:45
4. The Times They Are A-Changin’ (Bob Dylan) – 2:18
5. Wait and See (Roger McGuinn / David Crosby) – 2:19
6. Oh! Susannah (Stephen Foster) – 3:03

### Wiederveröffentlichung
Am 30. April 1996 veröffentlichte Columbia das Album auf CD mit folgenden Bonustracks:
1. The Day Walk (Never Before) (Gene Clark) – 3:00
2. She Don’t Care About Time (Gene Clark) – 2:29 (Original Single B-Seite)
3. The Times They Are A-Changin’ (Bob Dylan) – 1:54 (alternative Version)
4. It’s All Over Now, Baby Blue (Bob Dylan) – 3:03
5. She Don’t Care About Time (Gene Clark) – 2:35 (alternative Version)
6. The World Turns All Around Her (Gene Clark) – 2:12 (alternative Version)
7. Stranger in a Strange Land (David Crosby) – 3:04 (Instrumental)